# 2018年奧拉克茲爆炸案
2018年11月23日，當地時間上午約10:30，巴基斯坦西北部開伯爾-普赫圖赫瓦省奧拉克茲特區卡拉亚的一個市集發生爆炸案，造成至少35人罹難、56人受傷，死者多數為在該國居少數的什葉派穆斯林，另外還有三名錫克教徒與三名兒童。伊斯蘭國隨後坦承犯下此案。當地官員表示初步調查顯示這起爆炸案是簡易爆炸裝置造成，炸彈可能安置在運送蔬菜的車輛中，炸彈處理小組表示此炸彈約重達20公斤。
同日稍早，位於該國喀拉蚩的中國領事館也發生了一起爆炸案，造成四人罹難，但沒有證據顯示兩起爆炸案互有關聯。